# آيلتون
آيلتون (بالإسبانية: José Ailton Da Silva) هو لاعب كرة قدم مكسيكي وبرازيلي في مركز الوسط، ولد في 8 سبتمبر 1977 في Cajueiro ‏ في البرازيل. لعب مع باوليستا وتيبورونيس روخوس دي فيراكروز وكلوب ليون ونادي أطلس ونادي أونيفرسيداد كاتوليكا ونادي أونيفرسيداد ناسيونال ونادي أوهيجينس ونادي باري ونادي بالميراس ونادي سان لويس ونادي كورينثيانز.

## وصلات خارجية
- آيلتون على موقع قاعدة بيانات كرة القدم.إي يو (الإنجليزية)
- آيلتون على موقع Soccerway.com (الإنجليزية)